# Кокоа жовтогорлий
Коко́а жовтогорлий (Xiphorhynchus guttatus) — вид горобцеподібних птахів родини горнерових (Furnariidae). Мешкає в Південній Америці.

## Опис
Довжина птаха становить 22,5-29,5 см. Забарвлення переважно рудувато-коричневе, нижня частина тіла оливково-коричнева. Голова, шия і груди поцятковані жовтуватими плямками і смужками. Дзьоб довгий, дещо вигнутий, зверху темно-сірий, знизу світло-охристий. 

## Підвиди
Виділяють вісім підвидів:

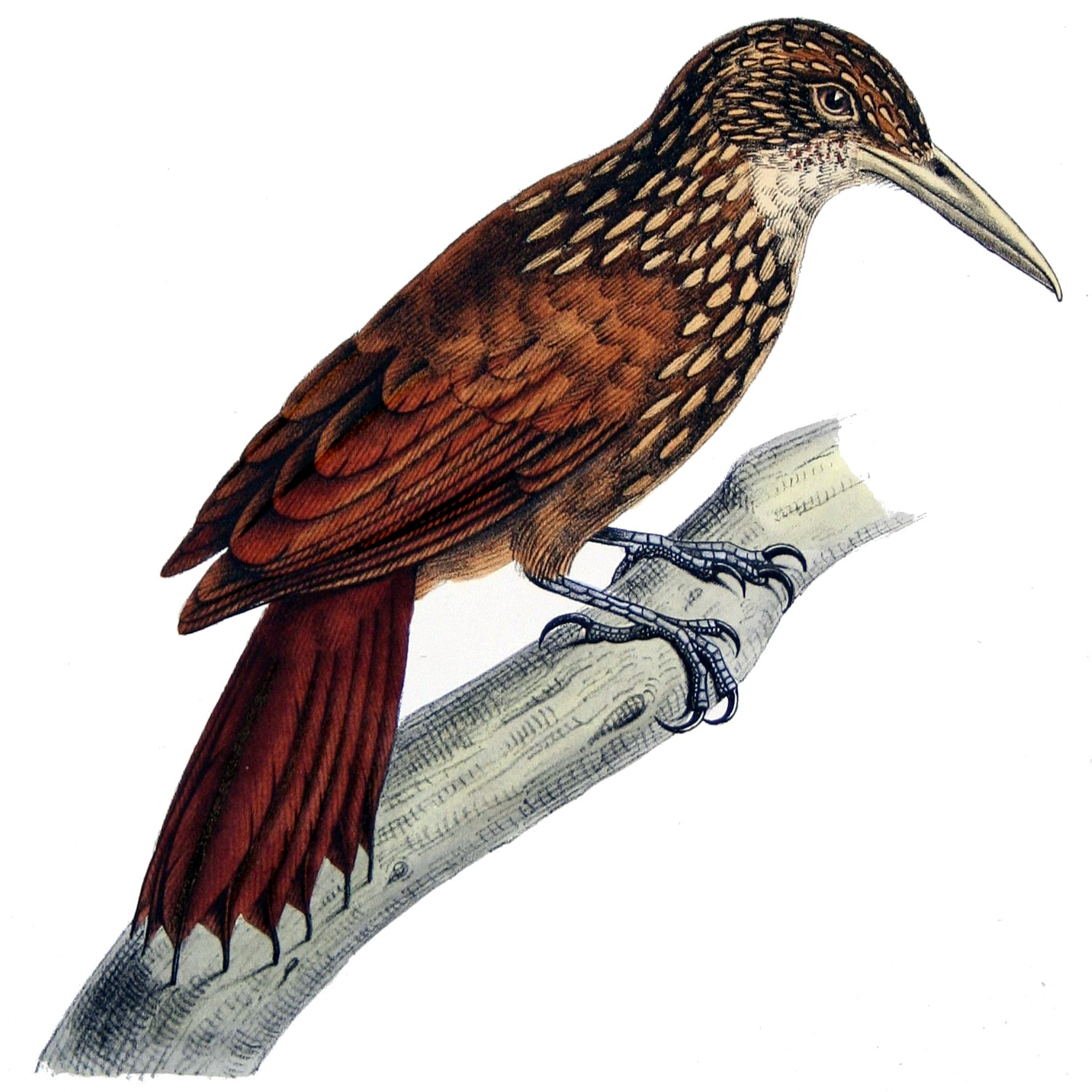
Жовтогорлий кокоа

- X. g. polystictus (Salvin & Godman, 1883) — басейн річки Ориноко на сході Колумбії (східна Вічада) і в Колумбії (від північного Амасонаса, Болівара і південного заходу Ансоатегі на схід до Дельти-Амакуро), Гвіана і крайня північ Бразилії (Рорайма);
- X. g. connectens Todd, 1948 — північний схід Бразильської Амазонії (на північ від Амазонки, від Манауса на схід до Амапи);
- X. g. guttatoides (Lafresnaye, 1850) — південно-східна Колумбія, південна Венесуела, схід Еквадору і Перу і північно-західна Бразилія (на схід до Ріу-Негру і Мадейри, на південь до північного Мату-Гросу);
- X. g. vicinalis Todd, 1948 — Бразильська Амазонія (на південь від Амазонки, від Мадейри на схід до Тапажоса);
- X. g. eytoni (Sclater, PL, 1854) — південний схід Бразильської Амазонії (від Тапажоса до західного Мараньяну);
- X. g. gracilirostris Pinto & Camargo, 1957 — Серра-ду-Батурите (штат Сеара, Бразилія);
- X. g. dorbignyanus (Pucheran & Lafresnaye, 1850) — від північної і східної Болівії на схід до центрально-мсхідної Бразилії (до центрального Гоясу);
- X. g. guttatus (Lichtenstein, MHK, 1820) — східне узбережжя Бразилії (від південного сходу Ріу-Гранді-ду-Норті і Параїби до Еспіріту-Санту).

Північний кокоа раніше вважався конспецифічним з жовтогорлим кокоа. Деякі дослідники також визнають Xiphorhynchus guttatoides і Xiphorhynchus eytoni як окремі види.

## Поширення і екологія
Жовтогорлі кокоа мешкають в Колумбії, Венесуелі, Гаяні, Суринамі, Французькій Гвіані, Еквадорі, Перу, Болівії і Бразилії. Вони живуть у вологих тропічних лісах і на узліссях, в галерейних лісах і мангрових заростях. Зустрічаються на висоті до 700 м над рівнем моря. Живляться переважно комахами. Гніздяться в дуплах деревах або в трухлявих пнях. В кладці 2 яйця.